# Osvaldo Trigueiro
Oswaldo Trigueiro de Albuquerque Mello (Alagoa Grande, Paraíba, 2 de janeiro de 1905 — Rio de Janeiro, 30 de julho de 1989) foi um advogado, diplomata, jurista e político brasileiro.

## Carreira estudantil e profissional
Cursou o primário na cidade de nascimento, e o secundário no Colégio Pio X, em João Pessoa. Estudou direito na Faculdade de Direito do Recife, concluindo em novembro de 1924.
De 1925 a 1929, viveu em Teófilo Otoni, Minas Gerais, onde foi promotor de Justiça, inspetor de ensino e advogado. Cursou a Universidade de Michigan, nos Estados Unidos, em 1939–1940, obtendo o diploma em Ciência Política.
Em 1941, voltou a advogar no Rio de Janeiro, foi vice-presidente do Clube dos Advogados, secretário do Instituto dos Advogados e secretário-geral da Ordem dos Advogados do Brasil. Representou no Conselho Federal, durante muitos anos, o Conselho Seccional da Paraíba. Exerceu o cargo de embaixador, na República da Indonésia, de 1954 a 1956. Em 1960, muda-se para a nova capital do país Brasília, onde se estabeleceu como advogado, sendo indicado para integrar o Tribunal Superior Eleitoral, na qualidade de Jurista, em 1961, cargo que exerceu durante quatro anos.
Com o golpe de 1964, é nomeado procurador-geral da República pelo presidente Humberto de Alencar Castelo Branco, sendo posteriormente nomeado ministro do Supremo Tribunal Federal, por decreto de 16 de novembro de 1965, do presidente Castelo Branco, preencheu cargo criado pelo artigo 6º do Ato Institucional n.º 2, de 27 de outubro de 1965, que atribuiu nova redação ao artigo 98 da Constituição, aumentando o número de Ministros para 16. Foi empossado em 25 do referido mês.
Em 6 de fevereiro de 1969 é eleito presidente  do STF, tomando posse no dia 10 seguinte, exerceu esta função até 10 de fevereiro de 1971. Foi professor da Faculdade de Ciências Econômicas da Universidade do estado da Guanabara e professor honoris causa da Faculdade de Ciências Econômicas da Universidade Federal da Paraíba. Aposenta-se em 1975.

## Carreira política
Em 1930, na Paraíba, participa da campanha da sucessão presidencial, filiado ao partido que apoiava o presidente Washington Luís. Exerceu o cargo de Prefeito de João Pessoa, em 1936–1937 nomeado pelo interventor Argemiro de Figueiredo.
Participa da campanha da sucessão presidencial, integrando a corrente que apoiava a candidatura Eduardo Gomes e que se transformou na União Democrática Nacional (UDN). Em 19 de janeiro de 1947, foi eleito governador da Paraíba, cargo em que se empossou a 6 de março daquele ano e que exerceu até 30 de junho de 1950, quando renunciou. Ainda foi eleito Deputado Federal, pela Paraíba, integrando a bancada da União Democrática Nacional. Foi membro das comissões de justiça e de diplomacia.